# 城南街道 (绍兴市)
城南街道，中国浙江省绍兴市越城区下辖的一个街道。

## 辖区
该街道辖有：
高立社区、温馨社区、南门社区、长城社区、华侨社区、城南社区、翠苑社区、育才社区、中成社区、秦望社区、南苑社区、繁荣村、东光村、江家溇村、任家塔村、城郊村、念亩头村、外山村、南山头村、横桥村、凤凰村、和平村、庄里村、邹家葑村、劳家葑村、九里村、新村、九一村、蔡家江村、